# Fauna de la República Dominicana
La fauna de la República Dominicana es variada y cuenta con numerosas especies endémicas debido a su ubicación en la isla de La Española, la cual comparte con Haití. Su diversidad biológica es el resultado de ecosistemas que incluyen bosques tropicales, zonas costeras, manglares, cuevas y montañas.

## Mamíferos
La República Dominicana tiene pocos mamíferos terrestres nativos, pero destacan especies endémicas como el solenodonte (Solenodon paradoxus) y la jutía (Plagiodontia aedium), ambas en peligro de extinción. Otros mamíferos presentes incluyen murciélagos, que desempeñan un papel crucial en el ecosistema.

## Aves
El país cuenta con 306 especies de aves, de las cuales 32 son endémicas. Destacan la cotorra de La Española (Amazona ventralis), el perico (Psittacara chloropterus), el cuco lagarto (Coccyzus rufigularis) y el barrancolí (Todus subulatus). El gavilán de La Española (Buteo ridgwayi) es una de las especies más amenazadas.

## Reptiles y anfibios
La República Dominicana alberga una gran diversidad de reptiles y anfibios. Entre los reptiles, destacan varias especies de iguanas como la iguana rinoceronte (Cyclura cornuta) y la iguana de Ricord (Cyclura ricordii). Los geckos y anoles también son abundantes. Entre los anfibios, el coquí dominicano (Eleutherodactylus spp) es un grupo emblemático.

## Peces y vida marina

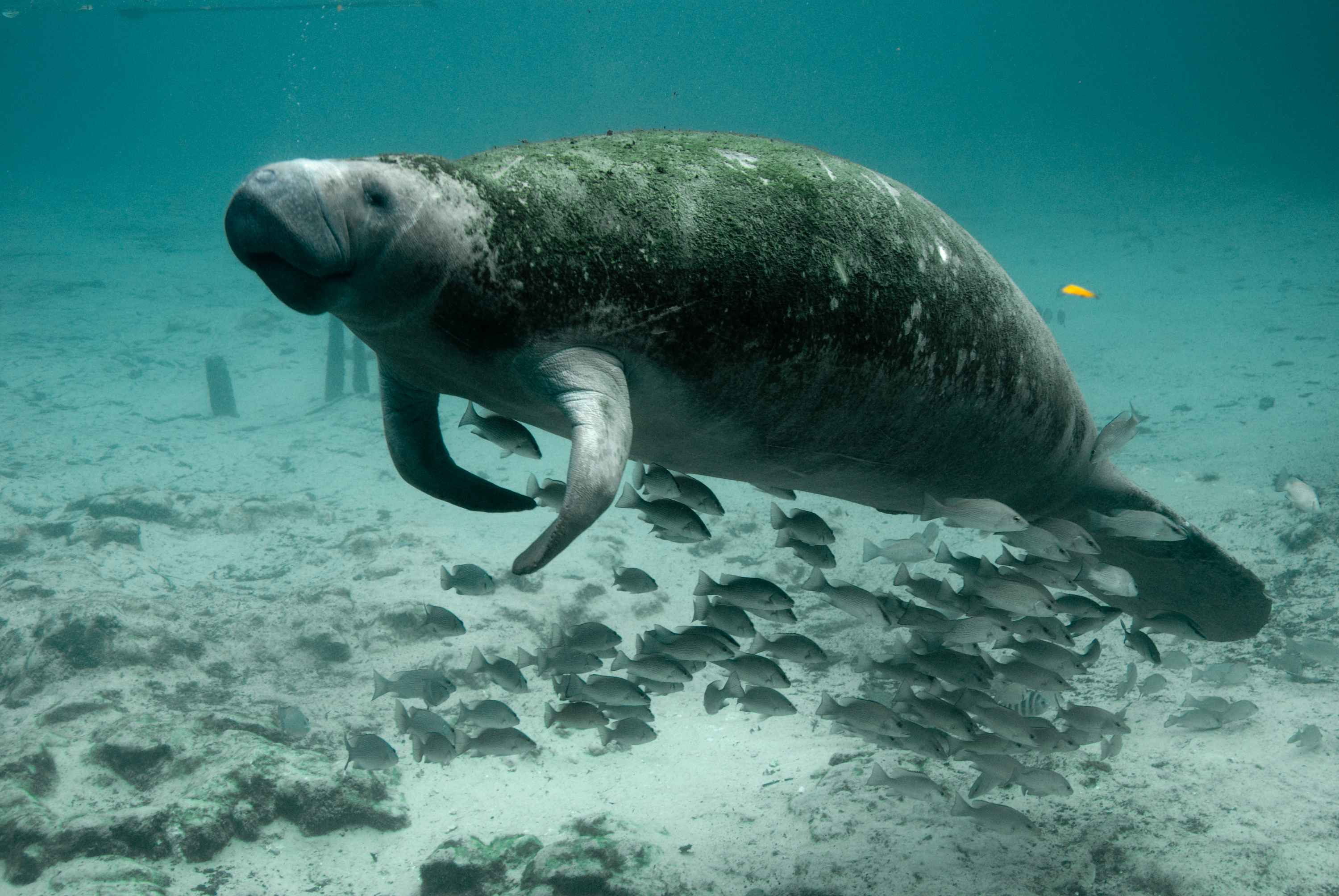
Manatí Antillano

La biodiversidad marina es rica, con arrecifes de coral, manglares y pastos marinos que sirven de hábitat a peces tropicales, tiburones, delfines y manatíes. El manatí antillano (Trichechus manatus) es una especie presente en las costas dominicanas.

## Insectos y otros invertebrados
El país cuenta con una gran diversidad de insectos, incluyendo mariposas como la mariposa monarca y la mariposa Greta diaphanus. También hay una gran variedad de arácnidos y crustáceos en ecosistemas terrestres y acuáticos.

## Conservación
Muchas especies de la fauna dominicana están amenazadas debido a la deforestación, la caza furtiva y la destrucción de hábitats. Áreas protegidas como el Parque Nacional Jaragua, el Parque Nacional Sierra de Bahoruco y el Parque Nacional Los Haitises juegan un papel fundamental en la preservación de la biodiversidad del país.